# Gonimbrasia affinis
Gonimbrasia affinis is een vlinder uit de familie nachtpauwogen (Saturniidae). De wetenschappelijke naam van deze soort is, als Nudaurelia affinis, voor het eerst geldig gepubliceerd in 1926 door Eugène Louis Bouvier.
De soort komt voor in het Afrotropisch gebied.

## Synoniemen
- Nudaurelia affinis Bouvier, 1926
  - Imbrasia affinis (Bouvier, 1926)